# Amalia Lindegren
Amalia Euphrosyne Lindegren (22. května 1814, Stockholm – 27. prosince 1891, Stockholm) byla švédská umělkyně, malířka a členka královské švédské akademie umění.

## Život
Amalie Lindegren se narodila ve Stockholmu Anně Kateřině Lindegrenové, která byla provdána za domovníka Anderse Lindegrena. Po smrti matky, která zemřela, když jí byly tři roky, byla adoptovaná bohatou vdovou po jejím domnělém biologickém otci, šlechtici Benjaminu Sandelsovi. Její postavení v dětství bylo ponižující, sloužila vyšším třídám jako objekt charitativní činnosti, v její pozdější práci jsou obrazy smutných holčiček inspirované jejím dětstvím.
Již brzy vykazovala značný talent, vytvářela a prodávala vlastní kresby způsobem Marie Röhlové: v roce 1839 začala malovat olejem, v roce 1842 se stala studentkou Sofie Adlersparrové a následující rok se podílela na své první výstavě.
V roce 1846 její kresby zaznamenal umělec a učitel Carl Gustaf Qvarnström (1810–1867), kterého zaujaly a díky svým konexím ji v roce 1849 učinil jednou ze čtyř žen přijatých ke studiu Královské švédské akademie umění, dalšími třemi ženami byly Lea Ahlbornová, Agnes Börjessonová a Jeanette Möllerová. V té době mohly ženy studovat na akademii pouze na základě výjimky, protože jako studentky nebyly před rokem 1864 formálně přijaty ke studiu za stejných podmínek jako studenti mužského pohlaví. V roce 1850 se Amalia stala první studentkou, které bylo akademií dáno stipendium na studium umění v Paříži. V Paříži se stala studentkou Léona Cognieta a pak Ange Tissiera; v roce 1854 studovala v Alte Pinakothek v Mnichově, v letech 1854–55 v Římě, a v roce 1856 se před návratem do Švédska zúčastnila Světové výstavy v Paříži. Znovu Paříž navštívila v roce 1859.
Amalia Lindegren se stýkala se známými osobnostmi kultury té doby, jako s Fredrikou Bremerovou, Olofem Enerothem, Wendelou Hebbe a Sophií Adlersparre, byla však popisována jako tichá, skromná, pokorná a introvertní žena, která se nikdy nevdala, neměla žádné milence ani moc nemluvila při společenských událostech, která „žila uzavřeným životem, aniž by kolem sebe dělala rozruch, tvrdě pracovala a byla zřídka nebo nikdy spokojená s tím, co vytvořila“.
Amalia Lindegren zemřela na konci roku 1891 ve věku 77 let v rodném Stockholmu.

### Umělkyně
Amalia Lindegren je spojována s Düsseldorfskou malířskou školou. Malovala portréty a žánry a inspirovala se Adolphem Tidemandem, Hansem Gudem a Perem Nordenbergem a moderním německým stylem.
Obrazy, které posílala domů ze studií v Paříži byly scény pití alkoholu, které byly podle akademie „pro ženu překvapujícím motivem... Tato scéna s pitím nenese stopy po tom, že by byla malována neprovdanou dívkou.“
V roce 1857 podnikla studijní výlet do Dalarny, a její malby v sentimentálním stylu s motivy každodenního života tamních vesničanů a často smutných děvčat, z ní učinily „nejoblíbenější švédskou malířku své doby“.
Její pravděpodobně nejznámější malba, Lillans sista bädd („Poslední odpočinek malého“), byl vystaven v roce 1867 v Paříži, 1876 ve Filadelfii a 1893 v Chicagu.
Jako portrétní malířka byla doporučována pro svůj pozorovací talent a umění namalovat člověka tak, aby si byl co nejvíce podobný, a vedle Una Troiliho byla považována za jednoho ze dvou nejmódnějších portrétních malířů, jednou malovala například švédskou královnu Luisu Oranžsko-Nasavskou či budoucí dánskou královnu Luisu Švédskou.

### Uznání
Amalia Lindegren se v roce 1853 stala agré a v roce 1856 členkou Královské švédské akademie umění. Byla také čestným členem britské Society of Women Artists (společnosti umělkyň) v Londýně a byla oceněna medailí Litteris et Artibus.

## Galerie

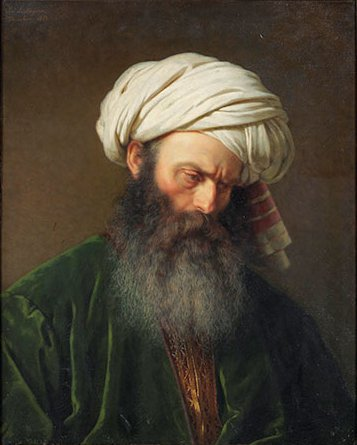
Studie muže v tureckých šatech, 1854
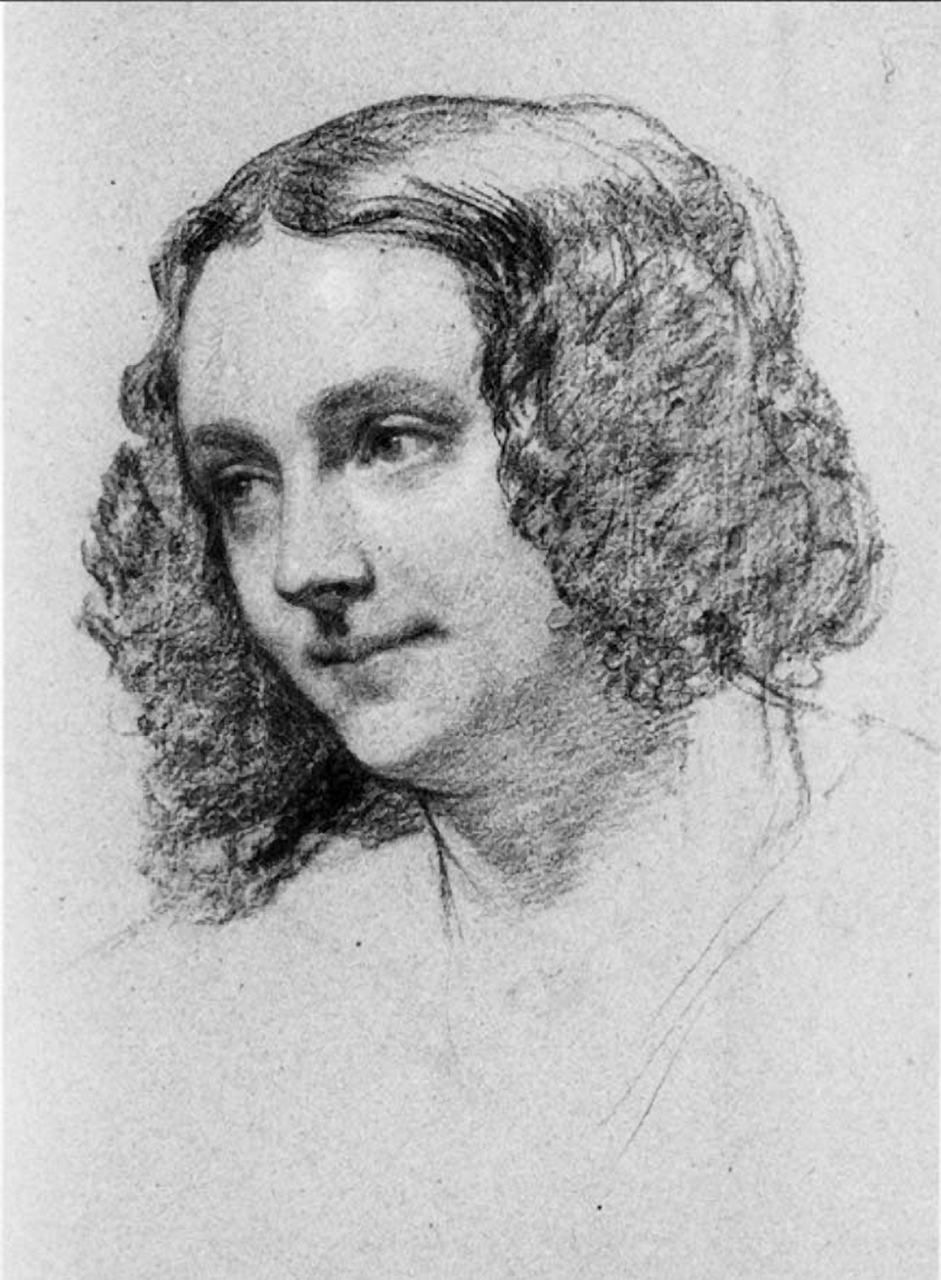
Portrétní studie mladé ženy
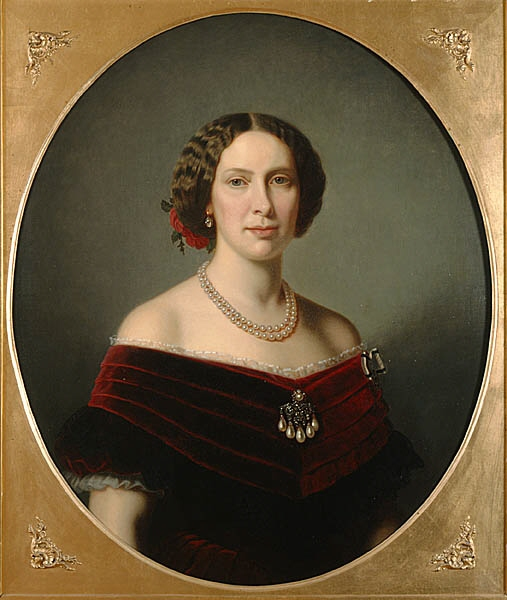
Lovisa (Vilemína Frederika Alexandra Anna Lovisa), 1828–71, 1859
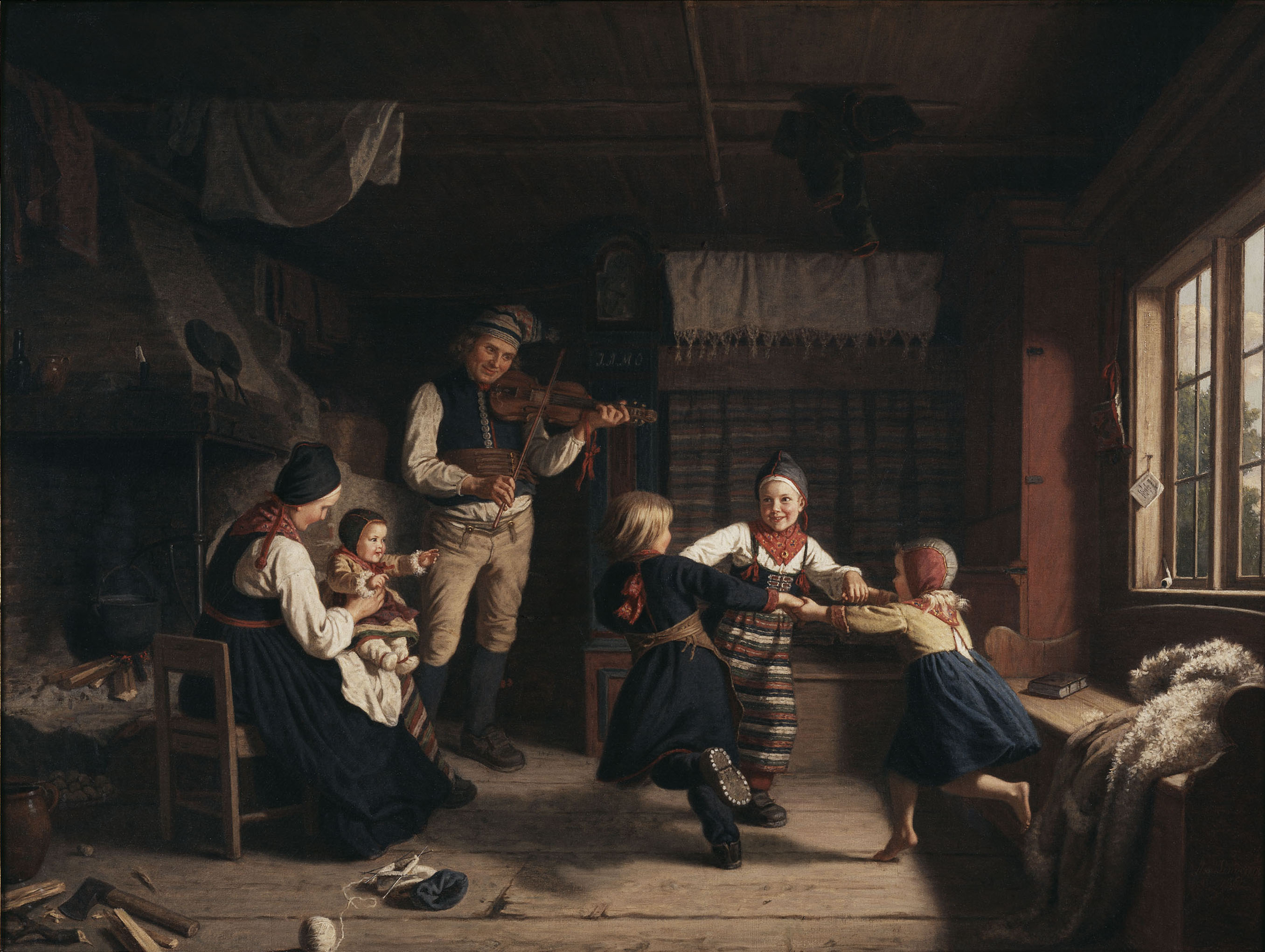
Söndagsafton i en dalastuga, 1860
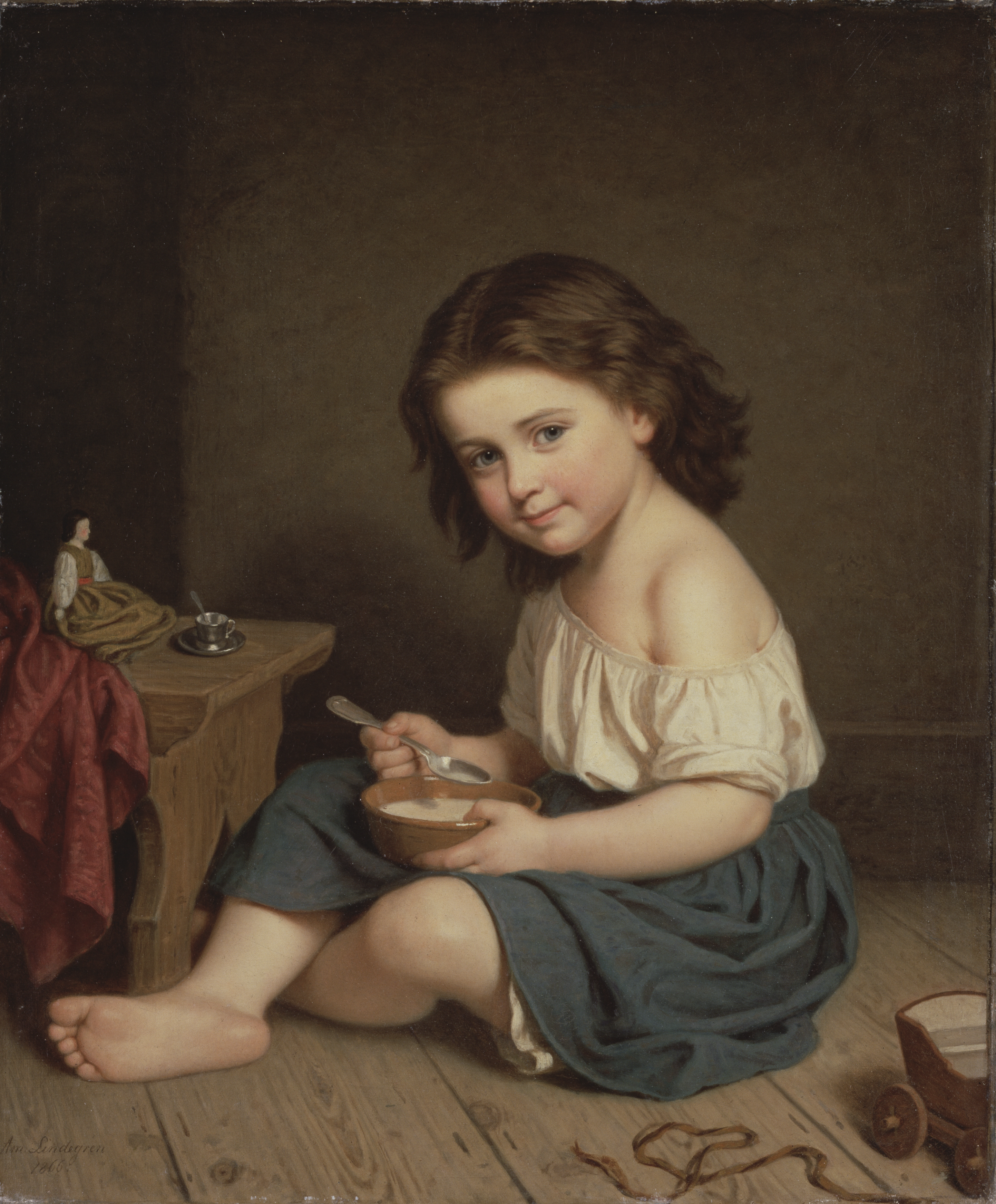
Snídaně, 1866
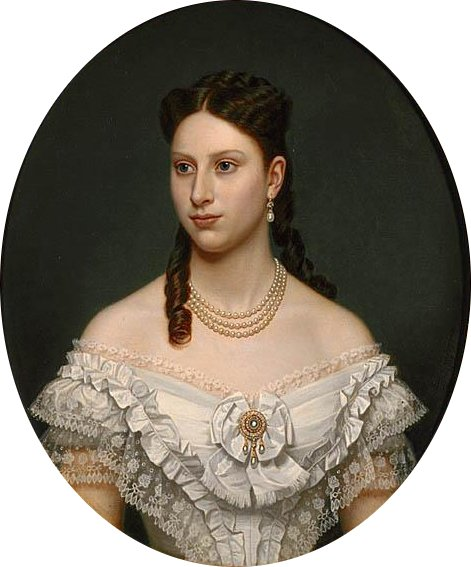
Luisa Švédská, 1873
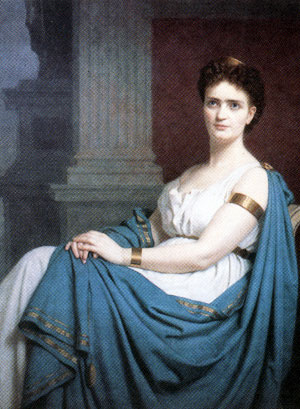
Signe Hebbe, cca 1890
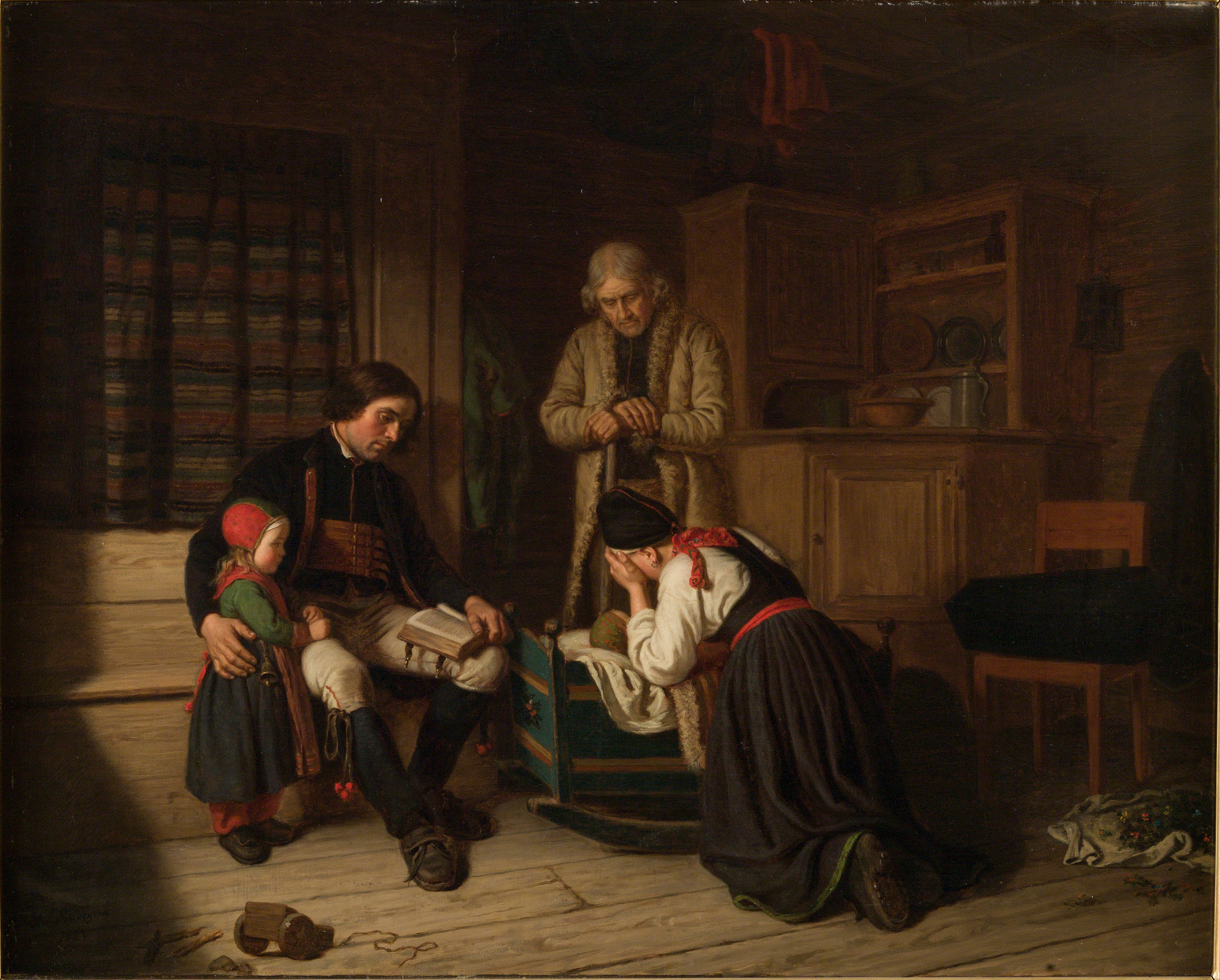
Lillans sista bädd (Poslední lože malého)
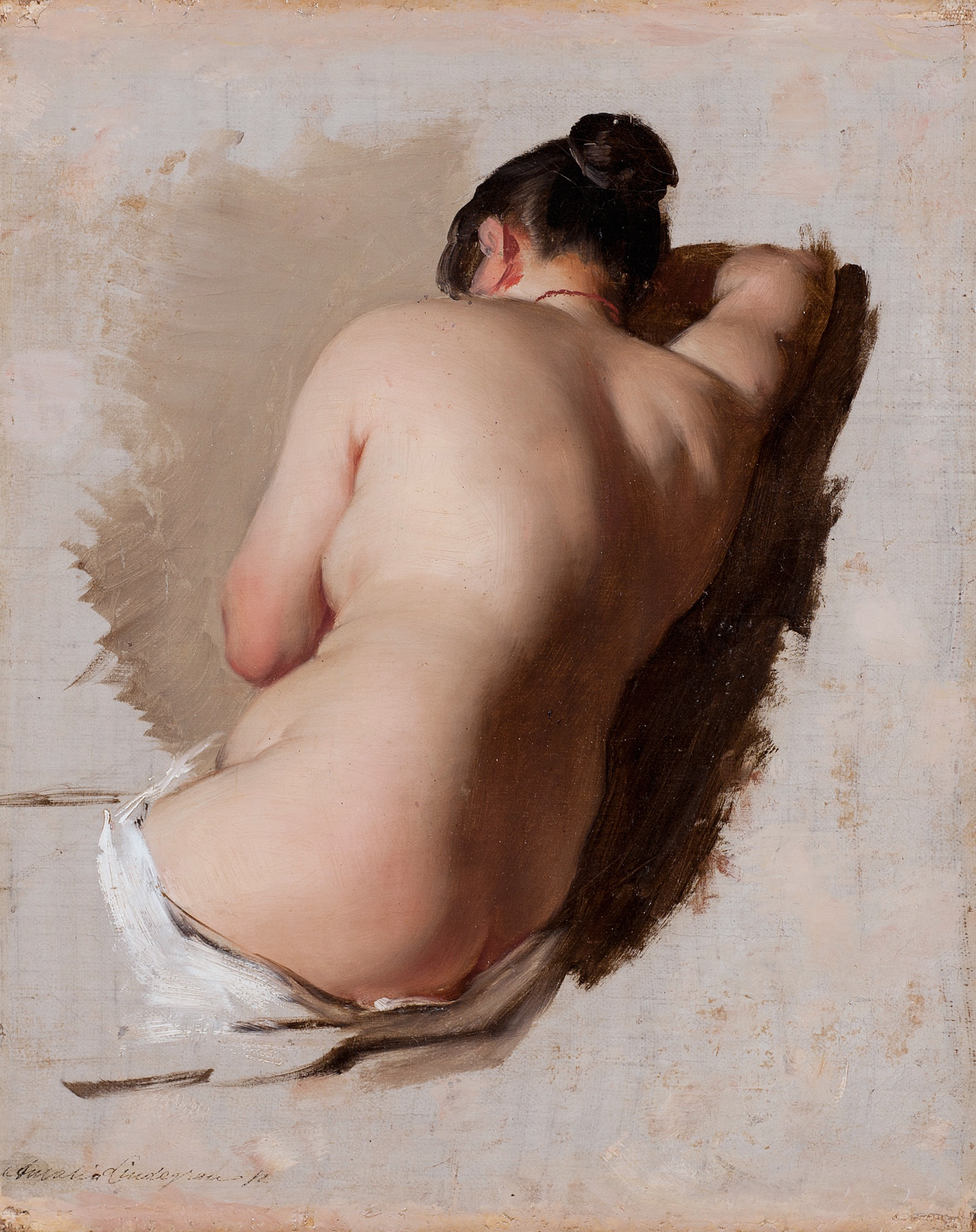
Studie ženy